# Щелочилин, Иван Михайлович
Иван Михайлович Щелочилин (15 марта 1903, Липецк — 1975, Воронеж) — советский военачальник, участник Великой Отечественной войны, начальник Иркутского военного авиационного технического училища (1942–1959), генерал-майор инженерно-технической службы (31.05.1954).

## Биография
Родился 15 марта 1903 года в г. Липецк (Тамбовская область, Российская империя).
В 1919 году окончил единую трудовую школу второй ступени. 
1 октября 1925 года призван Липецким РВК Воронежская область. В 1925 – красноармеец в Ленинградской военно-теоретической школе лётчиков. 
В 1926–1928 – курсант Ленинградской военной школы авиационных техников. До 1930 – младший и старший авиационный техник в Витебской авиабригаде. 
В 1930–1931 – слушатель курсов инструкторов и преподавателей при Ленинградской военной школы авиационных техников ВШАТ. 
В 1931–1939 – инструктор, преподаватель в этой же школе, начальник цикла Курсов усовершенствования технического состава ВВС РККА. 
С 07.08.1938 по 04.04.1942 год  – военинженер 1 ранга, начальник 2-й Вольской ВШАТ. В эти годы окончил двухгодичные вечерние курсы инженеров при Ленинградской ВШАТ и 1 курс вечернего отделения авиаинститута.
С 29 мая 1942 по 1959 – начальник Иркутского военного авиационного технического училища (с 1941 по 1949 учебное заведение называлось «Иркутская военная авиационная школа авиационных механиков», или ИВАШАМ). 22 февраля 1943 присвоено звание «инженер-полковник».
В 1952 окончил КУИНЖ при ВВИА им. Жуковского. В мае 1954 присвоено звание «генерал-майор».
С его руководством связана целая эпоха в жизни ИВАТУ. Труднейшие годы войны и послевоенное освоение реактивной техники легли на его плечи. Самолеты Ил-28, МиГ-15, Як-28 были освоены в кратчайшие сроки. Преподаватели и инструкторы ИВАТУ творили чудеса, устанавливая турбореактивные двигатели на старые поршневые самолеты: получались вполне надежные тренажеры. На таких «гибридах» обучали курсантов, причем так, что уже через сразу после прибытия в часть иркутских лейтенантов допускали к самостоятельному обслуживанию полетов. При нем Школа механиков превратилась в полноценное военное авиационно-техническое училище ВВС. А его выпускники служили практически в каждом авиационном полку ВВС и авиации ВМФ на протяжении многих лет истории советских ВВС. ИВАТУ приобрело особый статус в городе, а название училища стало одним из иркутских топонимов.
Скончался в 1975 году в Воронеже, погребен на Юго-Западном кладбище. 

## Семья
- Отец
- Жена
- Сын,

## Награды
- Орден Ленина (1950)[5]
- Орден Красного Знамени 1945[6]
- Орден Красного Знамени 1956[7]
- Орден Красной Звезды(1944)[8],
- Орден Красной Звезды(1945)[9],

- Медаль «В ознаменование 100-летия со дня рождения Владимира Ильича Ленина» (6 апреля 1970)
- Медаль «За победу над Германией в Великой Отечественной войне 1941—1945 гг.» (9 мая 1945)[10]
- Юбилейная медаль «Двадцать лет Победы в Великой Отечественной войне 1941—1945 гг.» (7 мая 1965[11])
- Юбилейная медаль «Тридцать лет Победы в Великой Отечественной войне 1941—1945 гг.»[12]

- Медаль «Ветеран Вооружённых Сил СССР»
- Медаль «30 лет Советской Армии и Флота»[13]
- Юбилейная медаль «40 лет Вооружённых Сил СССР»[14]
- Юбилейная медаль «50 лет Вооружённых Сил СССР» (26 декабря 1967[15])
- Юбилейная медаль «60 лет Вооружённых Сил СССР» (28 января 1978[16])
- Медаль «За безупречную службу» I степени.
- Знак «Гвардия»
- Знак МО СССР «25 лет Победы в Великой Отечественной войне» (24 апреля 1970)

## Память
- На могиле установлен надгробный памятник от Министерства обороны СССР.
- Его имя увековечено в Главном Храме Вооружённых сил России, и навсегда запечатлено на мемориале «Дорога памяти» ]